# Aubel
Aubel (wa. Åbe, lim. Aobel) – miejscowość i gmina (commune) w Belgii, w Regionie Walońskim, w prowincji Liège, w okręgu Verviers. 1 stycznia 2024 roku liczyła 4252 mieszkańców.

## Podział administracyjny
W skład gminy nie wchodzi żadna dzielnica (section).